# 能美市
能美市（日语：／ Nomi shi */?）為位於日本石川縣南部加賀地區的行政區劃。轄區西側鄰日本海，北以手取川為界。

## 人口
| 能美市人口分布圖 |                                               |  |
| 能美市與日本全國年齡別人口分布比較圖 （2005年資料） | 能美市的年齡、男女別人口分布圖 （2005年資料） |  |
| ■紫色是能美市 ■綠色是全国 | ■藍色是男性 ■紅色是女性                       |  |
| 能美市人口變化 \| 1970年 \| 32,933人 \| \| \| 1975年 \| 35,308人 \| \| \| 1980年 \| 37,253人 \| \| \| 1985年 \| 39,061人 \| \| \| 1990年 \| 39,934人 \| \| \| 1995年 \| 42,033人 \| \| \| 2000年 \| 45,077人 \| \| \| 2005年 \| 47,207人 \| \| \| 2010年 \| 48,680人 \| \| \| 2015年 \| 48,881人 \| \| \| 2020年 \| 48,523人 \| \| |                                               |  |
| 資料來源：日本總務省統計中心提供之人口普查數據 |                                               |  |
| 1970年 | 32,933人                                      |  |
| 1975年 | 35,308人                                      |  |
| 1980年 | 37,253人                                      |  |
| 1985年 | 39,061人                                      |  |
| 1990年 | 39,934人                                      |  |
| 1995年 | 42,033人                                      |  |
| 2000年 | 45,077人                                      |  |
| 2005年 | 47,207人                                      |  |
| 2010年 | 48,680人                                      |  |
| 2015年 | 48,881人                                      |  |
| 2020年 | 48,523人                                      |  |

## 歷史
能美市的範圍過去在令制國時代最初屬於越前國江沼郡，直到9世紀後才改劃入新設立的加賀國，並隸屬新設立的能美郡；17世紀江戶時代後，成為加賀藩的領地，1872年廢藩置縣後改隸屬金澤縣，不過金澤縣在同一年即更名為石川縣。
1889年日本實施町村制，現在的能美市轄區在當時分屬牧村、粟生村、湊村、久常村、里川村、國造村、福江村、江之島村、釜屋村、湯野村、長野村、寺井村、山口村、宮內村共14個行政區劃；在經歷1950年代的昭和大合併後，此區域被整併為辰口町、寺井町、根上町三個町。
2000年代日本政府開始推動平成大合併，根上町、寺井町、辰口町在2005年合併為現在的能美市。

### 變遷表
| 1889年4月1日               | 1889年 - 1912年             | 1912年 - 1944年             | 1945年 - 1954年             | 1955年 - 1989年            | 1989年 - 現在             | 現在                      |
| -------------------------- | --------------------------- | --------------------------- | --------------------------- | -------------------------- | ------------------------- | ------------------------- |
| 里川村                     | 1907年8月5日 合併為國府村   | 1907年8月5日 合併為國府村   | 1907年8月5日 合併為國府村   | 1956年9月30日 併入小松市   | 1956年9月30日 併入小松市  | 1956年9月30日 併入小松市  |
| 古河村                     | 1907年8月5日 合併為國府村   | 1907年8月5日 合併為國府村   | 1907年8月5日 合併為國府村   | 1956年9月30日 併入小松市   | 1956年9月30日 併入小松市  | 1956年9月30日 併入小松市  |
| 國造村                     | 1907年8月5日 合併為國府村   | 1907年8月5日 合併為國府村   | 1907年8月5日 合併為國府村   | 1956年9月30日 合併為辰口町 | 2005年2月1日 合併為能美市 | 2005年2月1日 合併為能美市 |
| 山口村                     | 1907年8月5日 合併為山上村   | 1907年8月5日 合併為山上村   | 1907年8月5日 合併為山上村   | 1956年9月30日 合併為辰口町 | 2005年2月1日 合併為能美市 | 2005年2月1日 合併為能美市 |
| 宮內村                     | 1907年8月5日 合併為山上村   | 1907年8月5日 合併為山上村   | 1907年8月5日 合併為山上村   | 1956年9月30日 合併為辰口町 | 2005年2月1日 合併為能美市 | 2005年2月1日 合併為能美市 |
| 久常村                     |                             |                             |                             | 1956年9月30日 合併為辰口町 | 2005年2月1日 合併為能美市 | 2005年2月1日 合併為能美市 |
| 1956年9月30日 合併為寺井町 |                             |                             |                             |                            | 2005年2月1日 合併為能美市 | 2005年2月1日 合併為能美市 |
| 湯野村                     | 1907年8月5日 合併為寺井野村 | 1926年6月1日 改制為寺井野町 | 1926年6月1日 改制為寺井野町 |                            | 2005年2月1日 合併為能美市 | 2005年2月1日 合併為能美市 |
| 長野村                     | 1907年8月5日 合併為寺井野村 | 1926年6月1日 改制為寺井野町 | 1926年6月1日 改制為寺井野町 |                            | 2005年2月1日 合併為能美市 | 2005年2月1日 合併為能美市 |
| 寺井村                     | 1907年8月5日 合併為寺井野村 | 1926年6月1日 改制為寺井野町 | 1926年6月1日 改制為寺井野町 |                            | 2005年2月1日 合併為能美市 | 2005年2月1日 合併為能美市 |
| 粟生村                     | 粟生村                      | 粟生村                      | 粟生村                      |                            | 2005年2月1日 合併為能美市 | 2005年2月1日 合併為能美市 |
| 粟生村                     | 1891年11月21日 合併為吉田村 |                             |                             |                            | 2005年2月1日 合併為能美市 | 2005年2月1日 合併為能美市 |
| 湊村                       | 1956年9月30日 併入根上町    |                             |                             |                            | 2005年2月1日 合併為能美市 | 2005年2月1日 合併為能美市 |
| 福江村                     | 1907年8月5日 合併為根上村   | 1934年4月1日 改制為根上町   | 1934年4月1日 改制為根上町   | 1934年4月1日 改制為根上町  | 2005年2月1日 合併為能美市 | 2005年2月1日 合併為能美市 |
| 江之島村                   | 1907年8月5日 合併為根上村   | 1934年4月1日 改制為根上町   | 1934年4月1日 改制為根上町   | 1934年4月1日 改制為根上町  | 2005年2月1日 合併為能美市 | 2005年2月1日 合併為能美市 |
| 釜屋村                     | 1907年8月5日 合併為根上村   | 1934年4月1日 改制為根上町   | 1934年4月1日 改制為根上町   | 1934年4月1日 改制為根上町  | 2005年2月1日 合併為能美市 | 2005年2月1日 合併為能美市 |

## 交通
IR石川鐵道的IR石川鐵道線及高速公路北陸自動車道是市內主要的對外交通，不過兩者皆是從轄內西側的根上町地區通過，能美市的轄區又是呈東西向分布，因此在東部區域及中部區域會分別利用縣道22號及國道8號對外聯絡。
位於根上町地區的能美根上站也是目前市內唯一的鐵路車站，過去自此站有北陸鐵道能美線往東穿過現在的整個能美市，並跨越手取川至對岸的白山市鶴來町地區石川線的鶴來車站；不過此條鐵路路線已在1980年停駛。
市內的路線客運主要由同樣為北陸鐵道旗下的小松巴士和加賀白山巴士，同時能美市政府也有委託加賀白山巴士經營社區巴士－能美巴士。

### 鐵路
- IR石川鐵道
  - IR石川鐵道線：（←小松市） - 能美根上站 - （白山市→）
- 西日本旅客鐵道
  - 北陸新幹線：（←川北町） - （未於轄內設置車站） - （小松市→）

### 公路
高速公路
- 北陸自動車道：（小松市） - 能美根上智慧交流道（日语：能美根上スマートインターチェンジ） - （白山市）

## 觀光資源

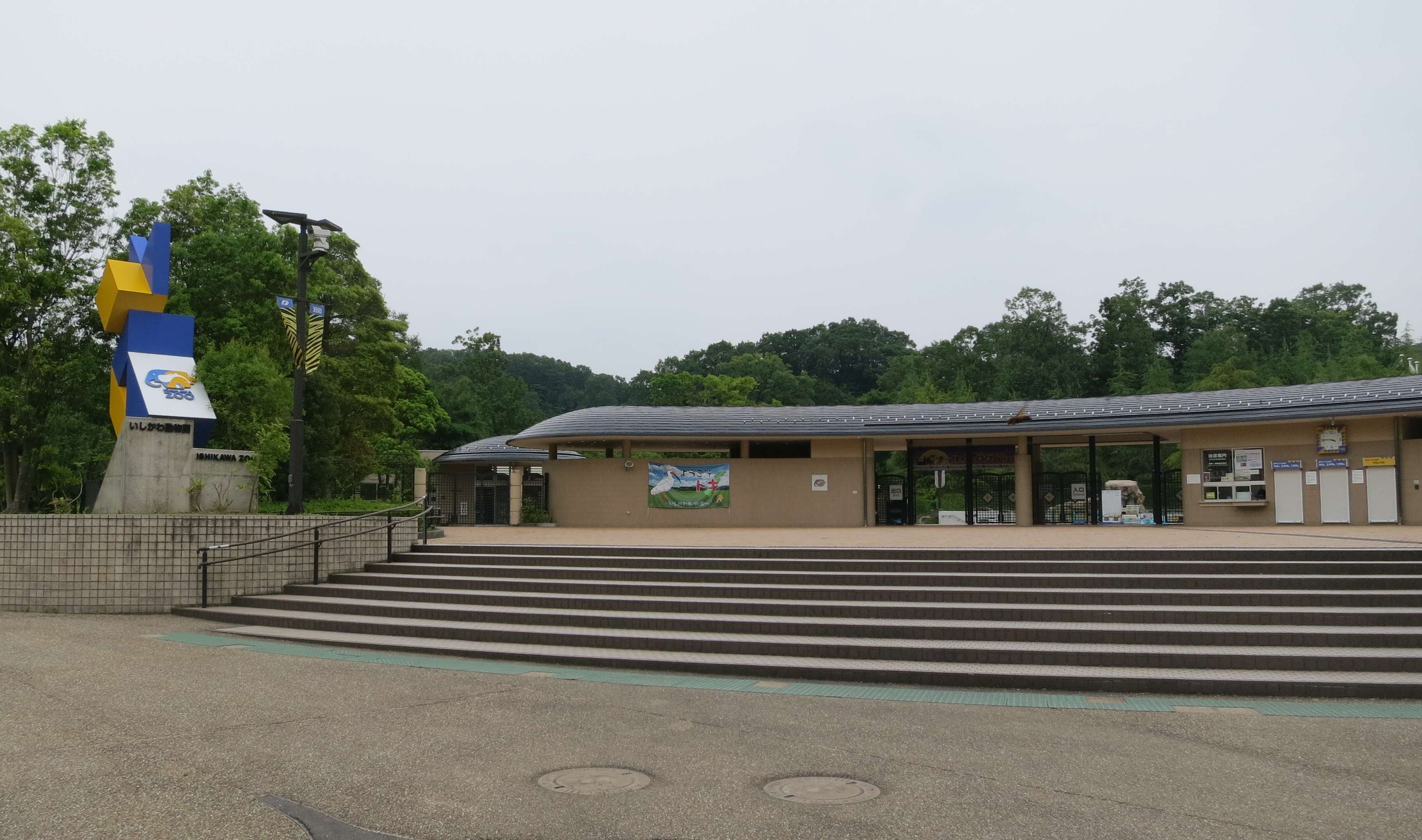
石川動物園的大門

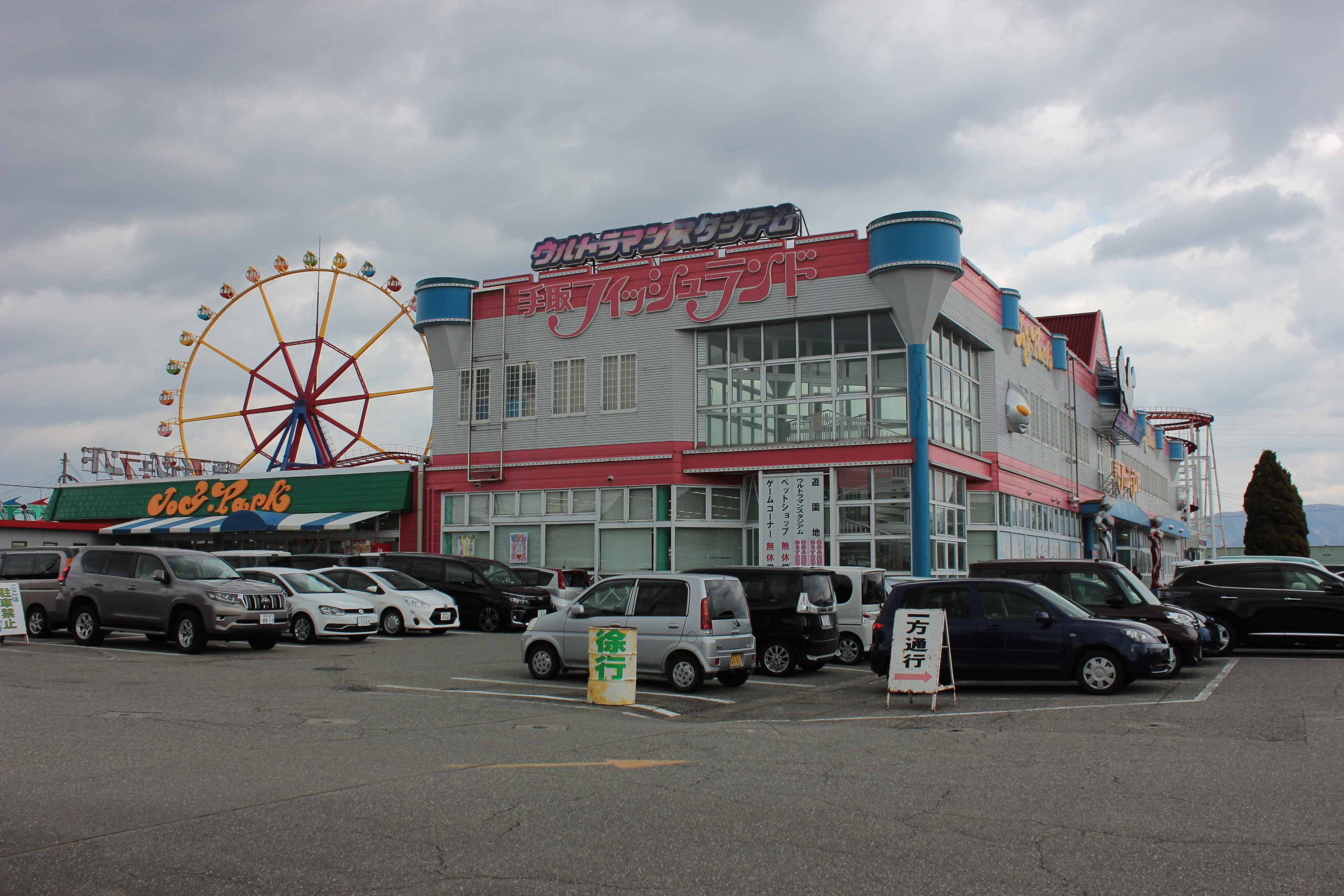
手取魚樂園

位於轄內東部的石川動物園為石川縣內唯一的動物園，其前身原為位於金澤市由私人設立的「金澤動物園」，但由於設施逐漸老舊且遊客人數不足，「金澤動物園」最終在1993年關閉；此後由石川縣政府將其資產買下，開始籌組「縣立石川動物園」。但由於原址空間不足且設施皆已過於老舊，因而最終將新動物園設於此地，並於1999年將所有動物遷移至此並開始對外營業。
在中部北側的手取魚樂園最初原為釣魚中心，後來轉型成為以熱帶魚為主的寵物商店，之後又在周邊設置了大量的遊樂設施成為遊樂園，因而在樂園名稱中仍保留了「魚」的名稱。

## 教育
位於市區東側的北陸先端科學技術大學院大學為轄內唯一的高等教育學校，也是日本第一所只收研究生的國立大學。

## 本地出身之名人
前首相森喜朗出身於位於能美市西部的根上町，其祖父及其父親曾先後擔任根上町町長及改制前的根上村村長，兩人合計擔任町長（含村長）的期間長達64年，森喜朗也是自1969年開始投入本地所屬的眾議員選區選舉當選眾議員。
前旅美職棒運動員松井秀喜同樣也是出身於根上町，其家族在根上當地也是新興宗教瑠璃教會的負責人，松井秀喜的小學及中學時期都是就讀於町內的學校，直到高中時期才因被挖角而前去金澤市就讀星稜高等學校並在高三那年獲得全日本的矚目。也是在其家族的支持下，在根上當地設立了松井秀喜棒球博物館，並成為當地的景點之一。

## 外部連結
- （日語） 能美style的Facebook專頁
- （日語） YouTube上的能美市官方YouTube頻道